# Mondello
Mondello (Munneḍḍu in siciliano) è una frazione e località turistica della città di Palermo, in Sicilia. È compresa nella VII Circoscrizione del territorio comunale e insieme alle aree residenziali immediatamente limitrofe – la frazione dell'Addaura e la borgata di Partanna – forma il ventiduesimo quartiere di Palermo, Partanna-Mondello. 
Nota per la spiaggia di Mondello-Valdesi, considerata la più celebre del capoluogo siciliano, tale località è designata come unità morfologica e geografica di notevole interesse per via della peculiare conformazione della costa e dell'estrema vicinanza con le due riserve naturali orientate comprese nel perimetro comunale: la R.N.O. Capo Gallo e la R.N.O. Monte Pellegrino. Queste ultime ricoprono una posizione di rilievo per lo studio della flora endemica siciliana, della geologia italiana, della paleontologia e dell'arte preistorica.
Alla baia di Mondello è connesso anche un interesse architettonico per la varietà di stili impiegati nel corso della sua trasformazione in città giardino nel primo Novecento, con particolare riferimento alle ville e strutture ricettive in stile Liberty costruite sotto l'operato della scuola di Ernesto Basile, che l'hanno resa un itinerario di rilievo per la storia dell'Art Nouveau in Italia e nel Mediterraneo.
L‘area è regolamentata dalla variante generale al P.R.G. di Palermo - approvata dall'Assessorato Regionale Territorio e Ambiente - che ne tutela il rispetto del verde storico e dell'edilizia esistente, in gran parte di un certo pregio. In aggiunta, sull'area insiste un vincolo paesaggistico e monumentale entrato in vigore con il decreto del 6 settembre 1967 in materia di salvaguardia delle bellezze naturali e panoramiche della frazione, poi aggiornato e ampliato con il decreto del 23 marzo 1995.

## Geografia fisica

### Territorio

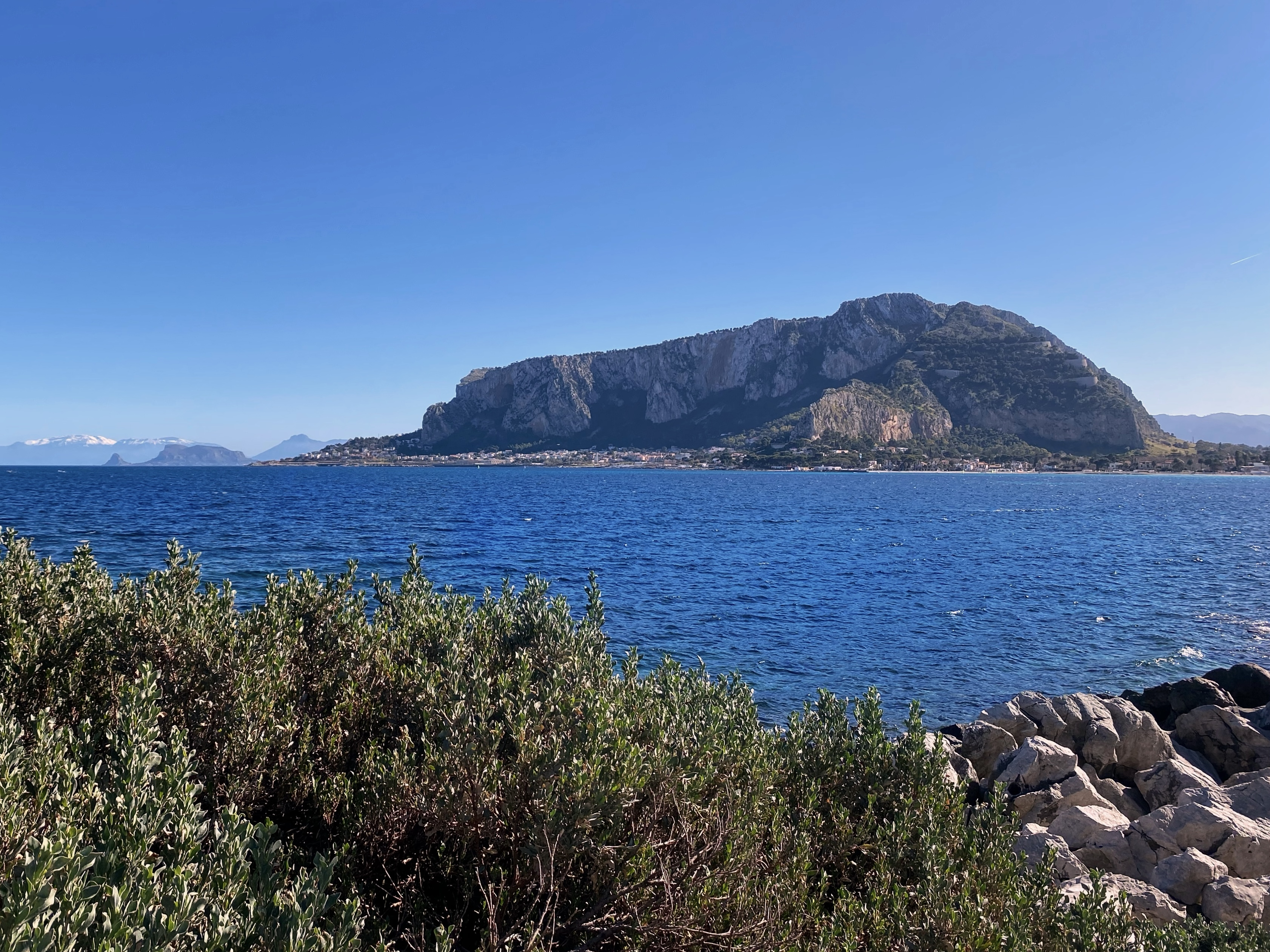
Monte Pellegrino dalla scogliera settentrionale della baia di Mondello

Mondello sorge nella costa nord-occidentale di Palermo, attorno ad una baia semicircolare lunga circa 1.500 m e bagnata dalle acque del mar Tirreno meridionale, le cui estremità sono il Monte Pellegrino nel versante sud-orientale e il Monte Gallo in quello settentrionale. La frazione dista circa 7 km dal centro urbano del capoluogo, da cui risulta separata per mezzo del Parco della Favorita, area verde di 4 km² istituita nello spazio che in origine formava la vasta tenuta settecentesca del re Ferdinando IV di Borbone. 

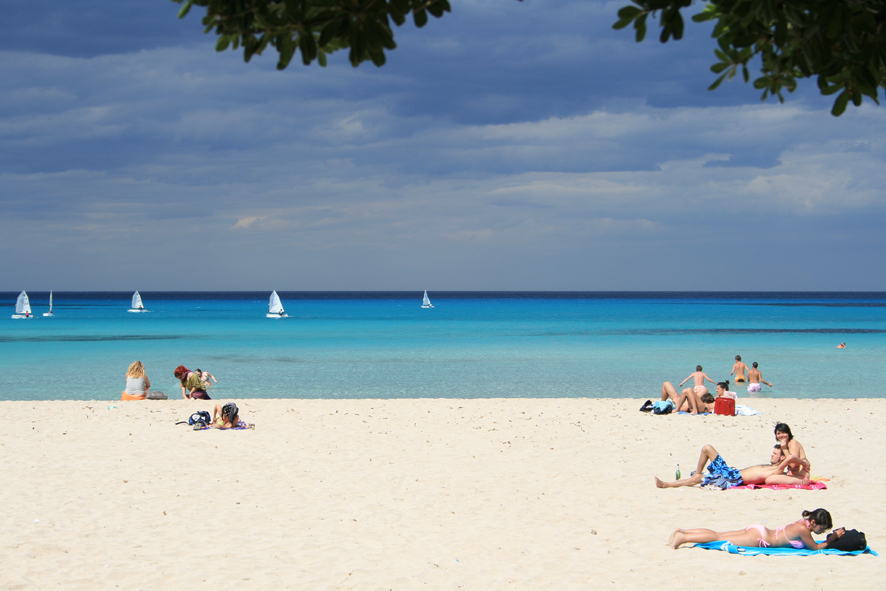
Spiaggia di Mondello-Valdesi

La spiaggia di Mondello-Valdesi è composta da sabbia di origine organica, ossia formata da frammenti microscopici di conchiglie e gusci dei vari organismi marini proliferanti nella foresta di Posidonia al centro del golfo, che si depositano e accumulano nel fondale per poi venire trasportati a riva dalle correnti costiere. Tale conformazione è di solito attribuita ai litorali delle regioni a clima tropicale, come quelli del mare Caraibico, risultando atipica per una località mediterranea. Per la composizione calcarea dei grani e la loro estrema frammentazione, questa tipologia di spiagge è caratterizzata da sabbia di colore bianco, con proprietà rilucenti e con una consistenza particolarmente fine e morbida. Un suggestivo effetto cromatico è legato alla presenza di Miniacina miniacea, un foraminifero che conferisce delle sfumature rosate alla battigia con un'intensità maggiore nella stagione primaverile.
Nel versante più vicino al Monte Pellegrino, inglobato nei 1.050 ettari dell'omonima riserva naturale, sono presenti grosse bancate di calcari algali e livelli bioclastici databili all'Eocene inferiore-medio, oltre che lembi di calcareniti, sedimenti consolidati del pavimento di alcune grotte e infine terre rosse continentali di riempimento di fessure, databili all'incirca tra il Pliocene superiore e il Pleistocene inferiore. Questi affioramenti, già oggetto di studio da parte di naturalisti e paleontologi dal XX secolo, presentano notevole importanza per la moderna paleontologia per le faune vertebrate da essi restituite. Il carattere endemico di queste ultime, conseguente all'isolamento, fanno ritenere che la conformazione della Sicilia occidentale fosse a quel tempo molto articolata, con gli attuali rilievi componenti un arcipelago di cui Monte Pellegrino doveva costituire uno degli isolotti.
La porzione di costa alle pendici del Monte Gallo, che chiude a nord il golfo di Mondello, è caratterizzato dal trottoir a vermeti, una piattaforma carbonatica rara nel Mediterraneo, composta da organismi viventi i cui gusci calcarei si calcificano a pelo d'acqua saldandosi l'uno a l'altro, costruendo un "marciapiede" biologico lungo circa 5 metri. È anche presente una scogliera, composta per la maggior parte da scogli fuoriuscenti dall'acqua, che delimita la sezione di spiaggia inclusa nella Riserva naturale orientata di Capo Gallo.
Quest'ultima è un'area di quasi 586 ettari situata attorno al massiccio carbonatico formatosi tra il periodo del Mesozoico e l'Eocene. All'interno sono presenti numerose cavità e grotte, come la Fossa del Gallo, la Grotta Perciata, di notevole interesse paleontologico, dove sono stati ritrovati resti di vertebrati fossili quali l'elefante nano, l'ippopotamo ed il cervo risalenti al Paleolitico superiore, e la Grotta Regina, una vasta caverna formatasi per erosione marina ed utilizzata come santuario punico, oltre che come rifugio per piccole comunità di età tardo-romana, bizantina ed araba nel corso del tempo.

#### Flora
L'appena citata riserva di Capo Gallo da un lato e la riserva naturale orientata di Monte Pellegrino dall'altro permettono a Mondello di vantare una ricca flora rupestre, che comprende diverse specie endemiche o rare. Le falesie a picco sul mare del versante settentrionale presentano le condizioni ottimali per la conservazione di specie tipiche degli habitat sub-montani della Sicilia e le pareti rocciose favoriscono l'insediamento di una componente floristica ricca sia di elementi ad ampia distribuzione, sia di numerose e rare entità endemiche di particolare interesse fitogeografico. Per tale motivo, Mondello ha una particolare rilevanza nello studio della flora endemica siciliana. L'intera frazione è ricca di palme e palme nane, mentre le formazioni più diffuse di vegetazione arborea sono quelle miste di pini, eucalipti, cipressi e oleandri. Inoltre, in corrispondenza di viale degli Iris, nel tratto compreso tra il viale Principe di Scalea ed il viale dei Pioppi, è presente una delle più belle gallerie di ficus benjamina della città.

#### Fauna
L'elevata diversità ambientale determina anche la varietà delle comunità faunistiche, garantendo i delicati equilibri caratteristici di ogni biotopo. L'eterogeneità delle tipologie vegetazionali riscontrate, sia a carattere naturale o semi-naturale, sia di tipo artificiale, come le colture arboree, insieme alla particolare geomorfologia del luogo, caratterizzata da versanti con esposizione differente, fanno sì che a Mondello possano coesistere una pluralità di habitat, tra cui spiccano quelli di interesse ornitologico.
L'avifauna comprende con certezza 41 specie nidificanti, distribuite sul territorio in maniera differente in relazione alle proprie necessità ecologiche. In tutta la zona si registra un'ampia e consolidata presenza di fringillidi come il verdone, il verzellino e il fringuello, la cui abbondanza è testimoniata dai tipici canti primaverili che compongono il paesaggio sonoro di Mondello fino al termine della stagione. Altre specie notevolmente distribuite sono il gabbiano reale, il gruccione, il fanello e il cuculo; tra gli svernati sono comunissimi il pettirosso e il lui piccolo. I boschi che si estendono in prossimità della Riserva di Monte Pellegrino rappresentano una delle tre esclusive aree di riproduzione in Sicilia del crociere delle pinete e del crociere fasciato: ciò rende di fondamentale importanza la salvaguardia delle formazioni arboree che oggi popolano il versante sud-orientale.
Entrambe le riserve presentano le condizioni ottimali per ospitare alcuni rapaci legati alle pareti rocciose, quali il falco pellegrino, il gheppio e la poiana tra le specie diurne; l'allocco e il barbagianni tra quelle notturne. Tra i passeriformi si contano invece il corvo imperiale, il passero solitario, la passera spagnola, il merlo e la cinciallegra.
Inoltre, la particolare posizione della baia ha una grande importanza per la migrazione e la sosta invernale di numerose specie di uccelli, che seguendo la propria rotta passano quasi obbligatoriamente dalla zona di Mondello. Storico è il transito di gru e cicogne bianche, così come di tortore e quaglie (quest'ultimo descritto in maniera accurata dal naturalista Pietro Doderlein), nonché di predatori come il falco pecchiaiolo e il nibbio bruno. Numerose sono anche le specie che vi trascorrono l'intero inverno, quali lo storno comune, la ballerina bianca e la passera scopaiola.
Tra i mammiferi, gli esemplari di maggiore interesse registrati nelle due riserve sono la volpe, la donnola, il coniglio selvatico e, di particolare rilievo, la crocidura siciliana, specie presente soltanto nell'Isola.

### Clima
La mole del promontorio di Capo Gallo, schermando l'entroterra dai venti freddi di nord-ovest, contribuisce al clima mite che caratterizza la baia di Mondello e la Piana dei Colli, non riuscendo tuttavia a bloccare le raffiche che irrompono da ponente attraverso il corridoio di Sferracavallo, che in certi casi possono manifestarsi con particolare violenza. Le giornate sono spesso ventilate grazie alle continue brezze mediterranee e tirreniche, fatta eccezione per le settimane in cui lo scirocco porta le temperature a valori decisamente alti e con tassi di umidità poco elevati.

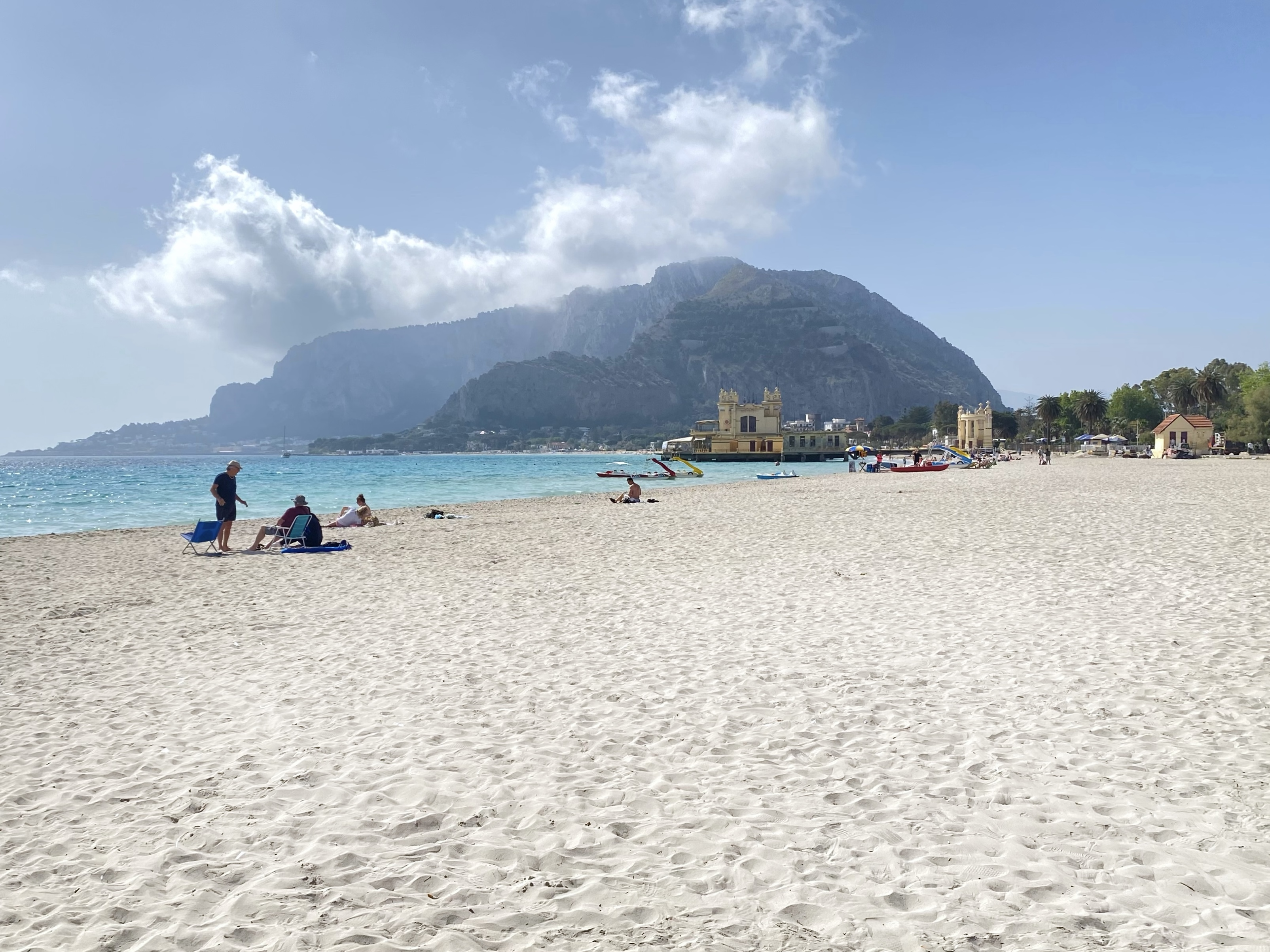
Spiaggia di Mondello-Valdesi in primavera

Si rileva che nel corso dell'anno le temperature sono in media più basse rispetto a quelle registrate nel centro cittadino. Come per il resto di Palermo, le precipitazioni si concentrano con più intensità nel periodo compreso tra ottobre e marzo. Nella stagione autunnale, per quanto soleggiata, non è insolito che sulla città si abbattano nubifragi improvvisi e, in certi casi, parecchio irruenti. Le primavere sono tiepide, con possibilità che le temperature scendano in alcune settimane a causa delle bordate fredde dalla penisola balcanica.
Molto raramente Mondello - come altre località tirreniche della Sicilia - può essere ricoperta da un sottile quanto suggestivo nevischio. Ciò si verifica in casi di giornate invernali più fredde della norma, come nel caso del 30 e del 31 dicembre 2014.

## Origini del nome
L'origine etimologica del nome Mondello, che dalle testimonianze storiche risulta essere utilizzato già dal XVI secolo, è incerta e coesistono oggi più versioni. Secondo la più accreditata, si tratterebbe di una corruzione dell'arabo al mondellu, tradotto in "palude", poiché nei secoli di dominio islamico sulla Sicilia il territorio era caratterizzato dalla presenza di un vasto pantano. Altri studiosi ritengono che derivi dal latino Mons Deli, con cui si identificava l'attuale Monte Gallo, chiamato Monte di Delo in riferimento all'isola natale del dio Apollo. Potrebbe altresì provenire dalla parola siciliana munnieddu o munneddu, un'unità di misura di derivazione araba utilizzata fino al periodo borbonico ed equivalente a 272,82 are, che doveva corrispondere all'estensione dell'antica Mondello.
Per quanto riguarda la zona di Valdesi, questa prende il nome con buona probabilità da una tenuta seicentesca appartenuta alla famiglia spagnola dei Valdez, che in seguito ai cospicui guadagni ottenuti durante il periodo dell'inquisizione fece costruire in tale area un baglio, poi convertito in villa. Meno attendibile risulta l'ipotesi secondo cui la denominazione attuale faccia riferimento ad un'antica comunità valdese, di cui non si registrano sufficienti tracce.

## Storia

### Preistoria ed età antica
I promontori che racchiudono la baia di Mondello vennero interessati dalla presenza umana fin dal Paleolitico superiore. Le tribù di cacciatori utilizzarono le grotte dei monti sia come rifugio stabile che, in certi casi, come luogo di rito spirituale. Parte del territorio corrispondente all'attuale Valdesi venne abitata nell'età del rame, fase in cui le popolazioni locali iniziarono a dedicarsi al pascolo e all'agricoltura: a tale periodo risalgono i resti archeologici di insediamenti e di una necropoli. Una delle grotte utilizzate per i rituali nell'era preistorica, rinominata Grotta Regina e posta nell'area di Capo Gallo, venne frequentata anche dai navigatori sumeri che vi istituirono un santuario a Iside nel VII secolo a.C. circa.
Nel corso della prima guerra punica, Mondello fu il punto di approdo del generale e politico cartaginese Amilcare Barca per la conquista dell'Heirktè (oggi Monte Pellegrino), dove impiantò il suo accampamento per tre anni. La mole calcarea del monte, per la sua asperità ed inaccessibilità, lo rendeva una vera e propria fortezza naturale, idonea a proteggere i soldati fenici dagli attacchi delle truppe romane e pianificare le continue incursioni ai danni di queste ultime. Si ritiene che in quel periodo il golfo di Mondello fosse molto più vasto di come appare oggi e che il mare s'internasse fino a lambire quasi l'attuale borgata di Partanna, tesi rafforzata dalla testimonianza dello storico greco Polibio che, come riportato da Tommaso Fazello nel suo Le due deche dell'historia di Sicilia, racconta di come Amilcare vi avesse visto un porto sicuro per il suo "numeroso naviglio".

#### Nascita della palude di Valdesi
Durante la dominazione romana, le intense attività di disboscamento del Monte Pellegrino e della vasta campagna ai suoi piedi impedirono il libero flusso verso il mare dei depositi alluvionali e dei detriti provenienti dal promontorio, trasformando una parte del territorio corrispondente all'odierna Valdesi, già ricca d'acqua, in un'estesa palude.
Inizialmente, la formazione del pantano venne sfruttata per la raccolta della disa, pianta tipica degli ambienti umidi e per questo abbondante negli stagni che si erano generati nella zona, le cui foglie essiccate venivano utilizzate per la costruzione e riparazione delle reti da pesca. In seguito, l'area della palude venne abbandonata poiché l'aria degli acquitrini divenne malsana e inadatta a qualsiasi tipo di attività.

### Medioevo ed età moderna
Nelle fasi erulo-ostrogota e bizantina della città, Mondello rimase frequentata quasi esclusivamente per il porto del suo golfo, utilizzato per lo più come punto di attracco dalle imbarcazioni dirette a Palermo. Una cronaca riportata nell'opera Storia dei Musulmani in Sicilia di Michele Amari riferisce che, dopo la conquista di Palermo da parte degli Aghlabidi nell'anno 831, il golfo di Mondello venne utilizzato come approdo della flotta bizantina durante il tentativo, poi vanificatosi, di riprendere il controllo sulla città.
Per le caratteristiche paludose assunte dal territorio di Valdesi, nel periodo di dominazione islamica il porticciolo di Mondello venne rinominato Marsa 'at Tin che, tradotto letteralmente, vuol dire Porto del Fango. Nonostante la zona fosse lontana dal centro abitato di Palermo, venne interessata dall'opera idraulica del Qanat con cui gli ingegneri arabi intercettavano le principali sorgenti e trasportavano l'acqua per tutto il territorio mediante canali sotterranei. I governanti islamici si occuparono altresì di migliorare la condizione degli stagni di Valdesi e sfruttarono la parte più bassa di quest'ultima, in comunicazione con il mare, per creare un impianto di saline (come ricordato oggi dalla presenza di via Saline nel centro antico di Mondello-Valdesi).

Alla fase di dominio islamico è riconducibile altresì la fondazione di un piccolo villaggio di pescatori nel lembo settentrionale del golfo. La zona rimase scarsamente popolata fino al XV secolo, quando l'istituzione di una tonnara diede il via alla crescita della comunità marinaresca. Questa godette di un forte benessere economico legato sia alle grandi quantità di pescato, sia al successo delle attività agricole, tra cui si distinse lo sfruttamento sistematico della foresta situata nella pianura vicina come giacimento minerario di biomasse animali e vegetali. La crescita dell'agricoltura venne facilitata dalla ricchezza idrica del suolo, garantita da una grossa sorgente di acqua potabile nota come Ayguade (riportata da una mappa francese di età settecentesca e individuata nella vasta tenuta che fu del principe di Scalea). Le saline di Valdesi vennero messe al servizio del complesso di pesca in seguito alle grosse quantità di sale richieste per il tonno.

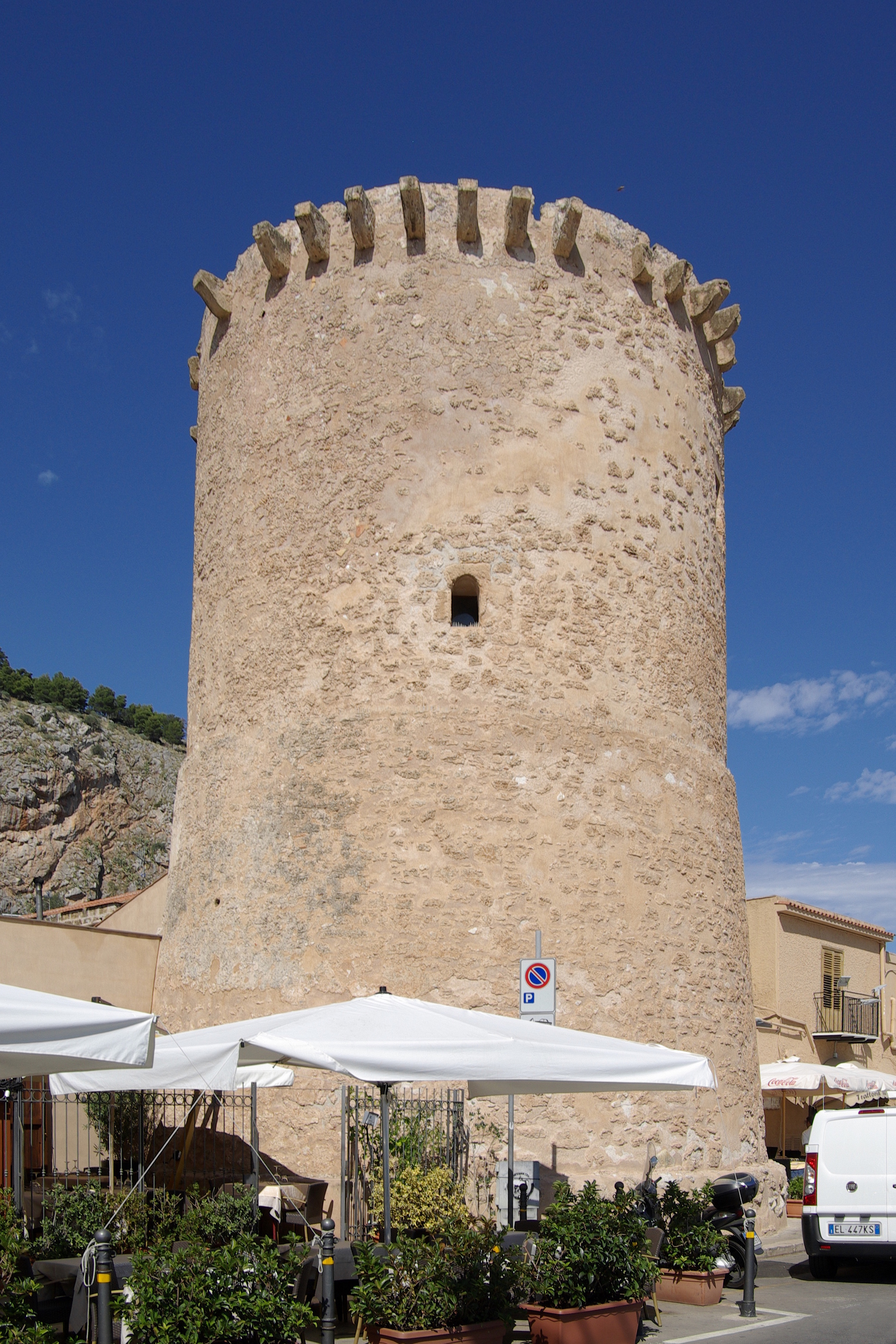
Torre della Tonnara in Piazza Mondello, XV secolo

Lo sviluppo della borgata risulta essere stato condizionato fin da subito dalla necessità di difendersi dagli assalti dei corsari barbareschi, la cui attività di razzia delle località costiere siciliane ebbe inizio nel VII secolo fino a divenire costante con il termine del dominio arabo sull'isola e la conquista da parte di Ruggero II di Sicilia. Per tale motivo, nel 1455 il Senato di Palermo decise di costruire una torre difensiva a protezione della tonnara e degli abitanti. Le dimore e le attività commerciali si concentrarono attorno a quest'ultima e ad una chiesa dedicata alla Madonna delle Grazie (che costituiva la santa patrona di Mondello).
Tra il XVI e il XVII secolo gli attacchi dei pirati musulmani provenienti dai Paesi rivieraschi del Nordafrica si intensificarono: per far fronte alle continue incursioni, gli abitanti intrapresero una serie di iniziative atte a proteggere la tonnara, le saline, i depositi alimentarti, le chiese, oltre che le vite umane. Uno dei progetti maggiormente perseguiti fu la vigilanza attuata da soldati a cavallo, che pattugliavano la costa con il compito di allertare tempestivamente le truppe di stanza al Castello a Mare. In particolare la vigilanza alla Fossa del Gallo si rese necessaria poiché la sinuosa fossa del Malopasso, sotto l'alta falesia del Monte Gallo, era in grado di offrire rifugio ai predoni, occultando la presenza dei vascelli.

### Età contemporanea

#### L'annessione alla Real Tenuta della Favorita
Nel 1799 l'area di Mondello corrispondente all'odierna Valdesi venne inglobata nella Real Tenuta della Favorita, fondata nello stesso anno dal sovrano Ferdinando IV di Borbone come sua riserva personale, dopo aver trasferito la capitale del regno borbonico a Palermo. In una porzione di terreno priva di stagni, posta di fronte al baglio cinquecentesco dei Valdes, venne effettuata una sistemazione a giardino e contemporaneamente edificata una chiesa, in cui il re si recava durante le passeggiate nei terreni mondellesi della tenuta.

#### La bonifica di fine Ottocento
Alla fine del XIX secolo, nella zona paludosa di Valdesi ebbe origine un'epidemia malarica indotta con estrema probabilità dall'innalzamento delle temperature medie, fenomeno che avrebbe generato l'ambiente ideale per la diffusione di insetti nocivi: ciò fu causa di un tragico numero di morti nelle contrade più vicine alle acque stagnanti, dove abitavano i lavoratori delle pianure palustri e una parte dei pescatori.
Focolari di parassitosi nell'area erano già comparsi nella seconda metà del Settecento: nei testi storici del marchese di Villabianca  è documentata una serie di decessi per malattie legate al pantano di Valdesi nel 1772, a cui il Senato di Palermo tentò di porre rimedio senza arrivare ad una soluzione definitiva. Una prima opera di gestione delle acque stagnanti fu messa in atto alle porte dell'Ottocento dall'amministrazione borbonica, mediante la costruzione di canali di drenaggio verso il mare e di una diga per impedire gli allagamenti durante le mareggiate. Ciononostante, re Ferdinando IV non era intenzionato ad effettuare una vera e propria bonifica, poiché maggiormente interessato al mantenimento della palude per la flora e la fauna tipici di tale ecosistema, dove si estendeva il suo parco privato.
L'ondata epidemica iniziata nel 1860 portò buona parte degli abitanti ad abbandonare in pochi anni i terreni di Valdesi e quelli confinanti. Il municipio di Palermo rispose al crescente proliferare della malattia ampliando il sistema borbonico, sulla base di un progetto concepito da due stimati dottori dell'epoca - Giuseppe Albeggiani e Giuseppe Inzenga - che prevedeva la costituzione di una fitta rete per creare un filtro tra il mare e la campagna. Ciò nonostante, il piano non ebbe successo nell'impedire il ristagno delle acque, che in certi punti divenne ancora più incisivo che in precedenza.

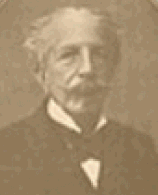
Il principe Lanza di Scalea, promotore della bonifica di Valdesi

La bonifica della palude di Valdesi si deve all'intervento di Francesco Lanza Spinelli, principe di Scalea e senatore del Regno d'Italia, residente in una villa a Partanna-Mondello che ai tempi era una zona posta ai margini degli stagni. L'aristocratico, noto per le sue qualità di amministratore, istituì un comitato di propaganda nel 1865 avente come obiettivo l'arresto dei contagi da malaria tramite il prosciugamento delle acque paludose. Sotto la guida del senatore vennero promossi studi e tavole rotonde che portarono ad un susseguirsi di idee e progetti per circa venticinque anni. Il più funzionale tra questi si basava sull'abbandono dei canali di drenaggio, prevedendo di colmare gli acquitrini e costruire un collettore a ferro di cavallo che raccogliesse le acque a monte per scaricarle a mare. Il progetto venne approvato nel 1890 e i lavori iniziarono l'anno successivo per essere terminati nel giro di pochi anni.
L'idea di sfruttare le correnti marine dalla confinante località costiera dell'Addaura fino a Capo Gallo si rivelò vincente: il mare, infatti, penetrava nel ferro di cavallo dal lato in cui prevaleva la corrente, spazzando in tal modo tutti i sedimenti. La zona perse la sua umidità e ciò portò alla definitiva scomparsa degli stagni che componevano la palude di Valdesi. Dal contributo del principe di Scalea ebbe inizio una nuova fase di sviluppo per Mondello: alla fine dell'Ottocento, la frazione festeggiò la scomparsa della malaria e iniziò ad essere frequentata in misura maggiore dai visitatori occasionali, che vi si recavano in carrozza per usufruire del litorale, tendenza che portò alla nascita dei primi stabilimenti balneari sulla spiaggia.

#### La Belle Époque: i Florio e il "progetto Scaglia"

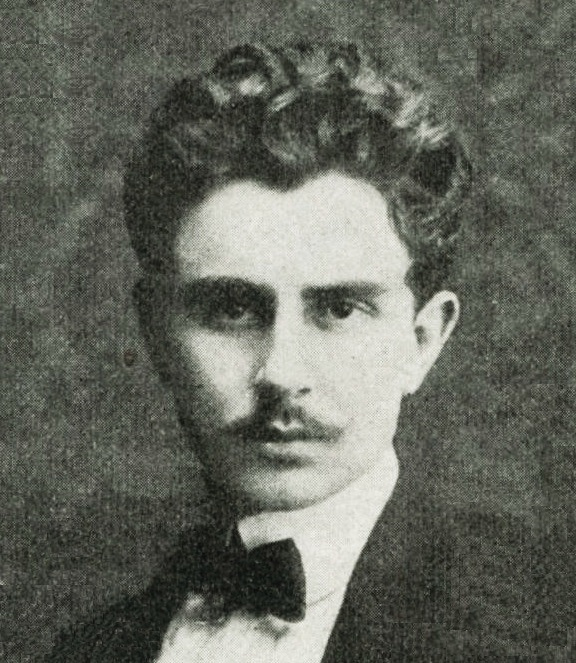
Vincenzo Florio jr (1883 - 1959)

Nei primi anni del XX secolo Mondello divenne uno dei simboli delle grande crescita economica che aveva investito la città di Palermo durante la Belle Époque e che vedeva la famiglia Florio come protagonista. Quest'ultima, affermatasi come potenza industriale nell'intero continente, scelse la baia mondellese come luogo in cui ospitare i reali europei in visita nel capoluogo siciliano, nonché organizzare gli incontri d'affari con le grandi dinastie imprenditoriali e finanziarie del tempo, tra cui i Krupp, i Rothschild, i Rockefeller, i Vanderbilt e, per un arco di tempo più longevo, la famiglia Whitaker, con la quale era stata avviata una solida collaborazione nel campo dell'armamento navale.
A valorizzare la frazione contribuì in misura decisiva il carattere avanguardista dell'imprenditore e mecenate Vincenzo Florio jr, che vi organizzò una serie di manifestazioni sportive e culturali atte ad aumentare il prestigio della sua famiglia nel panorama internazionale. Uno degli eventi più significativi in tal senso fu il primo esperimento in Sicilia di volo a propulsione con pilota a bordo, compiuto a Mondello il 1º maggio del 1910 dal pioniere dell'aviazione Clemente Ravetto, a bordo di un velivolo dell'Avions Voisin noto come Voisin 28 (l'episodio è oggi ricordato dalla stele commemorativa posta al centro di piazza Caboto e dedicata al pilota di origini piemontesi).
Il rinnovato flusso turistico nel litorale di Mondello raccolse diverse attenzioni tra la classe borghese legata all'imprenditoria, che vi vide qualcosa di più importante rispetto ai primi stabilimenti estivi. Particolare entusiasmo venne mostrato da un imprenditore milanese di origini agrigentine, Luigi Scaglia, che dopo aver visitato la frazione nel 1906 in occasione della Targa Florio ed essere rimasto impressionato dalla sua bellezza, predispose un ambizioso progetto di sfruttamento della zona che venne presentato al Comune di Palermo nel settembre dello stesso anno, nel quale si prevedeva la costruzione di un collegamento tranviario con il centro urbano e le borgate limitrofe, oltre che l'edificazione di una località di villeggiatura su Monte Pellegrino, collegata al litorale tramite una funivia elettrica. Il programma, che si basava su un attento studio delle più note stazioni balneari europee, venne accompagnato dalla nota seguente:
«Il fine precipuo, o Signori, che si propone di raggiungere la Società che io ho l'onore di rappresentare, è quello di exploiter Mondello. Chi ha veduto una volta sola questo lembo di paradiso non può non chiedersi meravigliato come mai esso non sia il ritrovo quotidiano di quanti cercano nella visione del Bello ristoro e conforto (…). Nessun pittore ebbe mai nella sua tavolozza tanta varietà di verde quanto ne offre all'occhio estasiato l'immenso bosco di agrumi, di ulivi, di carrubbi che circonda, digradante al mare, il bel golfo turchino, specchiantesi in un cielo più turchino, chiuso tra il superbo monte Gallo e il nostro Pellegrino, sacro al poeta».
In contemporanea, l'imprenditore ordinò la pubblicazione di un articolo su La Sicile Illustrée - mensile pubblicato a Parigi in lingua francese ed italiana - intitolato "Grandioso progetto per l'avvenire di Mondello”, in cui veniva illustrata la proposta della società milanese presentando Mondello come un lido superiore alle più famose località marittime del Vecchio Continente e con un lungomare più bello della nota Promenade des Anglais di Nizza.

#### L'interesse europeo e l'arrivo della Società Belga
La pubblicità di Scaglia generò una notevole eco nei salotti imprenditoriali dell'Europa occidentale e incuriosì in particolar modo un gruppo di affaristi belgi specializzati in elettricità e tranvie, che provvidero ad inviare alcuni emissari per accaparrarsi un accordo con l'amministrazione palermitana. Essi, appoggiati da personalità di grande levatura (industriali, ex-parlamentari, aristocratici, avvocati, ingegneri), riuscirono ad arrivare ad un compromesso nel 1907 e appena due anni dopo, il 10 agosto 1909, si costituì la denominata Le Tramways de Palerme, una società anonima con sede a Bruxelles che ebbe come primo presidente il ministro belga Francotte e che tra i 52 azionisti contava anche la famiglia Solvay. Questa si impegnò a provvedere all'espansione urbana di Mondello, facendosi carico di realizzare una città-giardino balneare in linea con quanto definito dal progetto originale di Luigi Scaglia. Il contratto prevedeva nello specifico che la società belga si facesse carico della costruzione di 300 ville di lusso, uno stabilimento costruito a palafitta sul mare, un Grand Hotel, un Kursal, una Cattedrale, un campo da golf a nove buche; oltre che la rete idrica, la rete fognaria e alcune opere di arredo urbano (chioschi, illuminazione, giardini, ecc.).
Nel 1910, il re Vittorio Emanuele III consentì che le terre della Real Tenuta - inclusa, quindi, anche la frazione mondellese - fossero dismesse a favore del Comune di Palermo e l'anno successivo iniziarono ufficialmente i lavori. Uno dei primi obiettivi della Società fu il collegamento tranviario tra Mondello e la Stazione Centrale di Palermo: la linea, che con i suoi 14,396 km risultava la più estesa della città, venne inaugurata il 1º novembre 1912 e nel 1916 annesse anche la località di Partanna. Seguì l'edificazione dell'imponente stabilimento balneare e delle prime ville private secondo i canoni estetici dello stile liberty, di cui Palermo si rese esponente di spicco grazie alla raffinatezza della scuola di Ernesto Basile. Quest'ultimo aveva già eletto Mondello a luogo ideale per la villeggiatura più elitaria, come testimoniato dai progetti teorizzati a cavallo tra la fine del XIX e i primi anni del XX secolo, e trovò con l'espansione del quartiere l'occasione perfetta per dare vita all'idea di un soggiorno balneare che primeggiasse per eleganza e originalità dei suoi elementi architettonici. Tra i suoi allievi nacque una sorta di competizione artistica per la raffinatezza di fregi, torrette, composizioni di ferri battuti e giardini,
È stata finora opinione diffusa che la progettazione dello stabilimento sul mare fosse stata affidata a un architetto belga, Rudolf Stualker, sulle cui opere non si hanno informazioni certe. Si riteneva che egli avesse disegnato l'ampia piattaforma su piloni immersi nell'acqua, adattando un lavoro originariamente pensato per la città di Ostenda. Tuttavia una recente ricerca mette in dubbio l'esistenza stessa di questo architetto, il cui nome risulterebbe dalla corruzione del nome di Rodolfo Stoelcker, ingegnere strutturale italo-tedesco, che molto probabilmente progettò o realizzò soltanto le strutture in calcestruzzo dell'edificio per la società Ferrobeton, che insieme all'impresa Rutelli costruì lo Stabilimento. La struttura, unica nel suo genere in Europa, divenne in poco tempo il simbolo dell'intera Mondello e il luogo in cui si tenevano la maggior parte degli eventi culturali e mondani.

#### Le guerre mondiali
La Grande Guerra frenò la realizzazione delle opere e vide il ritorno di Vincenzo Florio, che insieme all'imprenditore italo-francese Vittorio Ducrot costituì la Vittoria Aeronautica Ducrot al fine di costruire idrovolanti per la Regia Marina. La baia venne allora sfruttata per il collaudo dei velivoli che venivano prodotti su licenza della Franco-British Aviation Company, come l'idroricognitore biplano FBA Type H; e di alcuni modelli originali, come il Ducrot SLD progettato da Manlio Stiavelli, aereo da caccia ad alte prestazioni che divenne il fiore all'occhiello dell'azienda aeronautica. In prossimità di Punta Celesi - la parte di spiaggia che chiude a sud il litorale mondellese - vennero posizionati gli hangar per il deposito dei velivoli e lo scivolo per i MAS che erano d'appoggio alla fabbrica, rimasti attivi fino alla conclusione del secondo conflitto mondiale.
Nonostante la grave crisi economica dovuta al periodo bellico, Les Tramways de Palerme riuscì a continuare i lavori per Mondello grazie al supporto del governo federale del Belgio, da cui ottenne il consenso per azzerare il capitale originario ed emettere nuove azioni.
Questo permise di completare la realizzazione del campo da golf, entrato in funzione nel 1927, che si estendeva per 30 ettari a fianco del viale Regina Margherita, oggi Margherita di Savoia, con la funzione di attirare turismo qualificato nazionale e internazionale, anche nella bassa stagione, attratto dalla mitezza del clima e dalla bellezza del panorama. Nello stesso 1927, il circolo del golf di Palermo-Mondello fu tra i fondatori, insieme ai circoli di Firenze, Stresa, Torino e Como -Villa d'Este, della Federazione Italiana Golf.Il Campo era dotato di una club-house, un cottage-chalet, contraddistinto da tetto a capanna con prospetto decorato da motivi a muratura intelaiata. L'edificio, tuttora esistente, situato in viale Margherita di Savoia n. 50-52, fu progettato dall'architetto belga Lucien François nel 1920. Nell'estate del 1935, sul terreno del circolo, venne ospitata la "Colonia Marina Arnaldo Mussolini". Del campo da golf sopravvivono tutt'oggi, entro i giardini di alcune ville, alcuni degli ulivi che ne punteggiavano il percorso.

Nel 1930 venne anche inaugurata la linea del vaporetto che, costeggiando il Monte Pellegrino, collegava il porto di Palermo con il molo di Mondello.

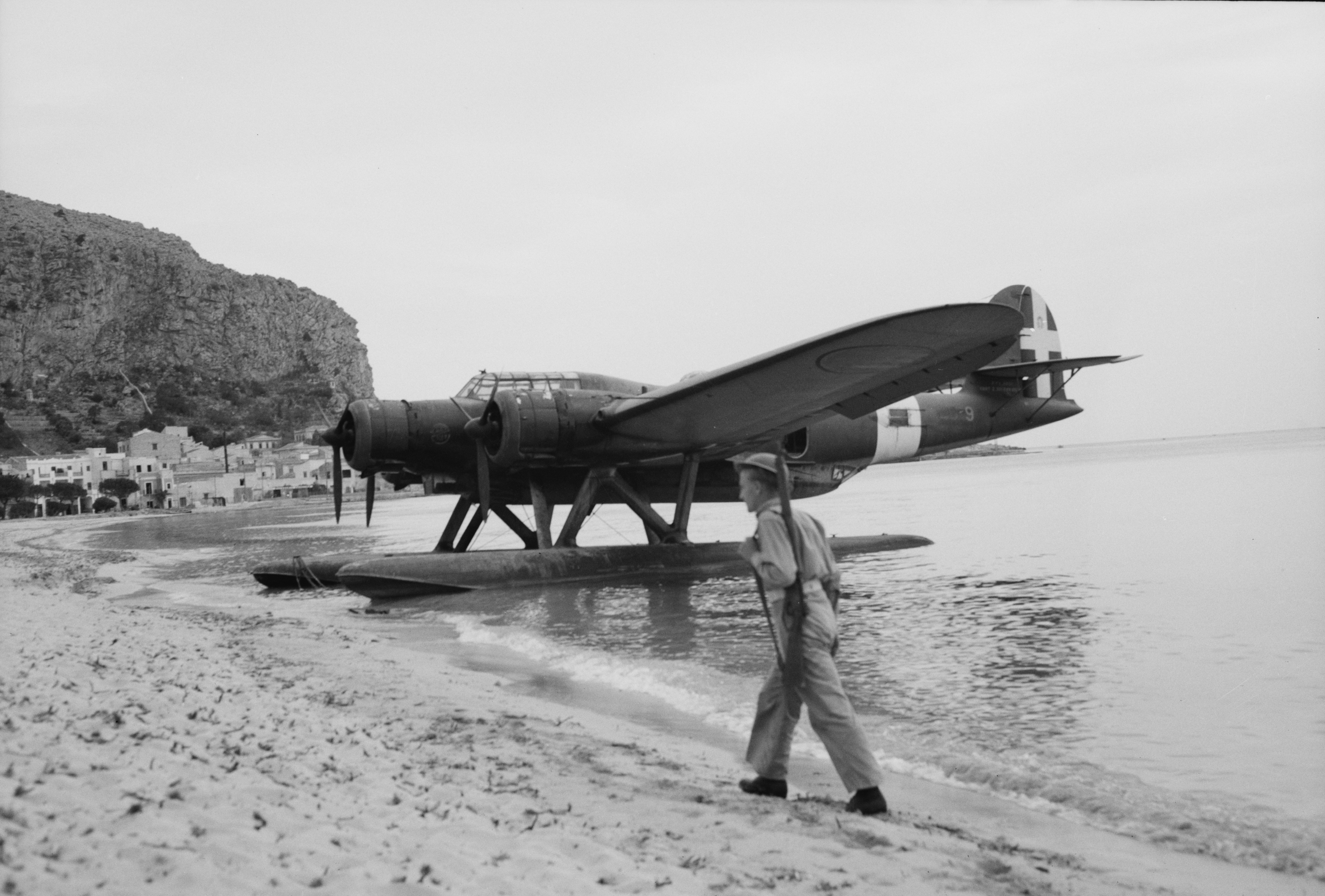
Airone CANT Z.506 nella spiaggia di Mondello-Valdesi, 1943

Durante la seconda guerra mondiale, le caratteristiche della baia di Mondello tornarono ad essere utilizzate per fini strategici. I bombardieri alleati che arrivavano dalle basi nord-africane dovevano sorvolare Capo Gallo e invertire la rotta al largo della baia di Mondello per poter colpire il centro palermitano: per tale motivo, un contingente della Luftwaffe installò sul Monte Gallo il radar Freya, uno strumento inedito prima di allora che permetteva di identificare con maggiore anticipo i velivoli ostili e avvisare le postazioni per cannoni e mitraglieri installate su tutta la costa. Il comando dell'antiaerea si installò al Castello Utveggio, sul Monte Pellegrino, che confermava ancora una volta la sua qualità di fortezza naturale grazie alle correnti ascensionali che impedivano ai bombardieri nemici di prendere la mira e picchiare sull'obiettivo.

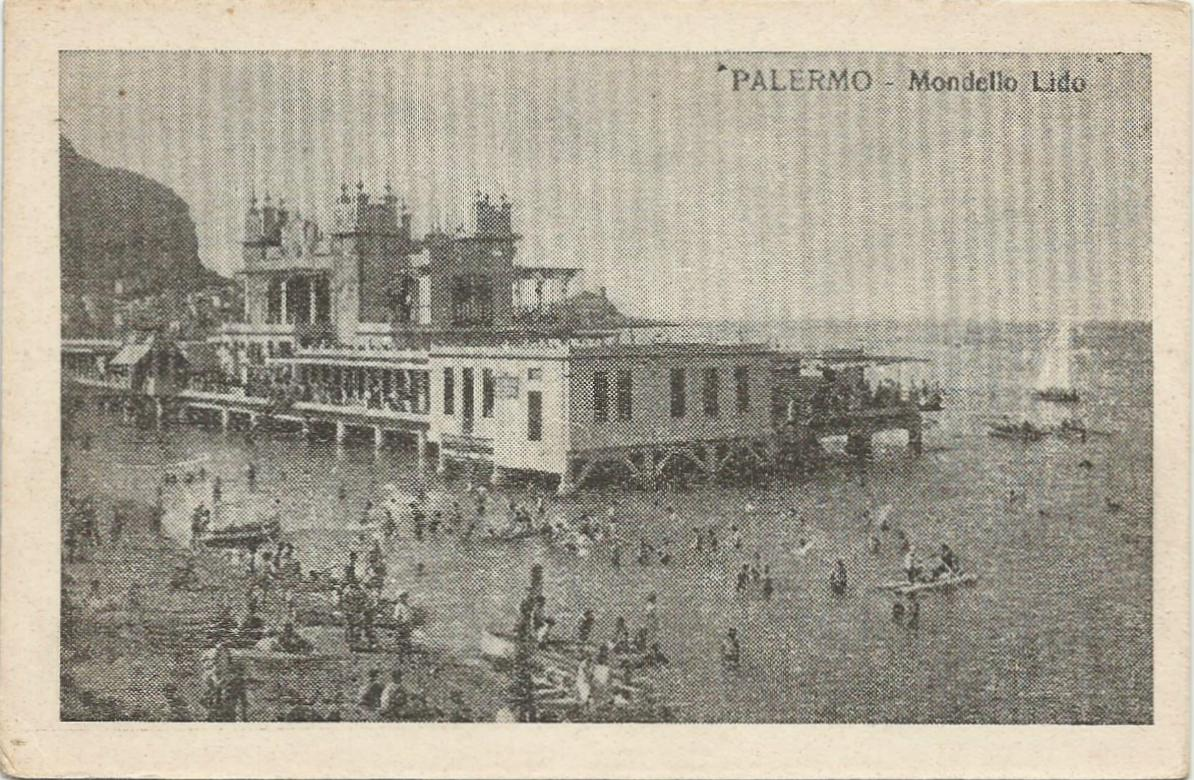
Lo Stabilimento di Mondello in una cartolina del 1943

Lo Stabilimento Balneare venne utilizzato come quartier generale, rispettivamente, dal comando dell'Esercito Nazionale Repubblicano; dalle SS, in seguito alla requisizione nel maggio del 1943; e, infine, dalle truppe americane, dopo la conquista del golfo mondellese avvenuta nel luglio dello stesso anno grazie al successo dell'operazione Husky. Il campo da golf venne invece trasformato in un parcheggio per mezzi blindati dal presidio nazista fino al termine del conflitto.

#### Dal secondo dopoguerra ad oggi
La crisi dell'immediato dopoguerra rese impossibile la realizzazione di alcune opere – tra cui una cattedrale, un kursaal e un teatro sul mare – da parte della Società Italo-Belga, che notificò con una missiva del 1945 di non poter far fronte alla totalità di quanto sottoscritto nel contratto d'acquisto del 1910.  

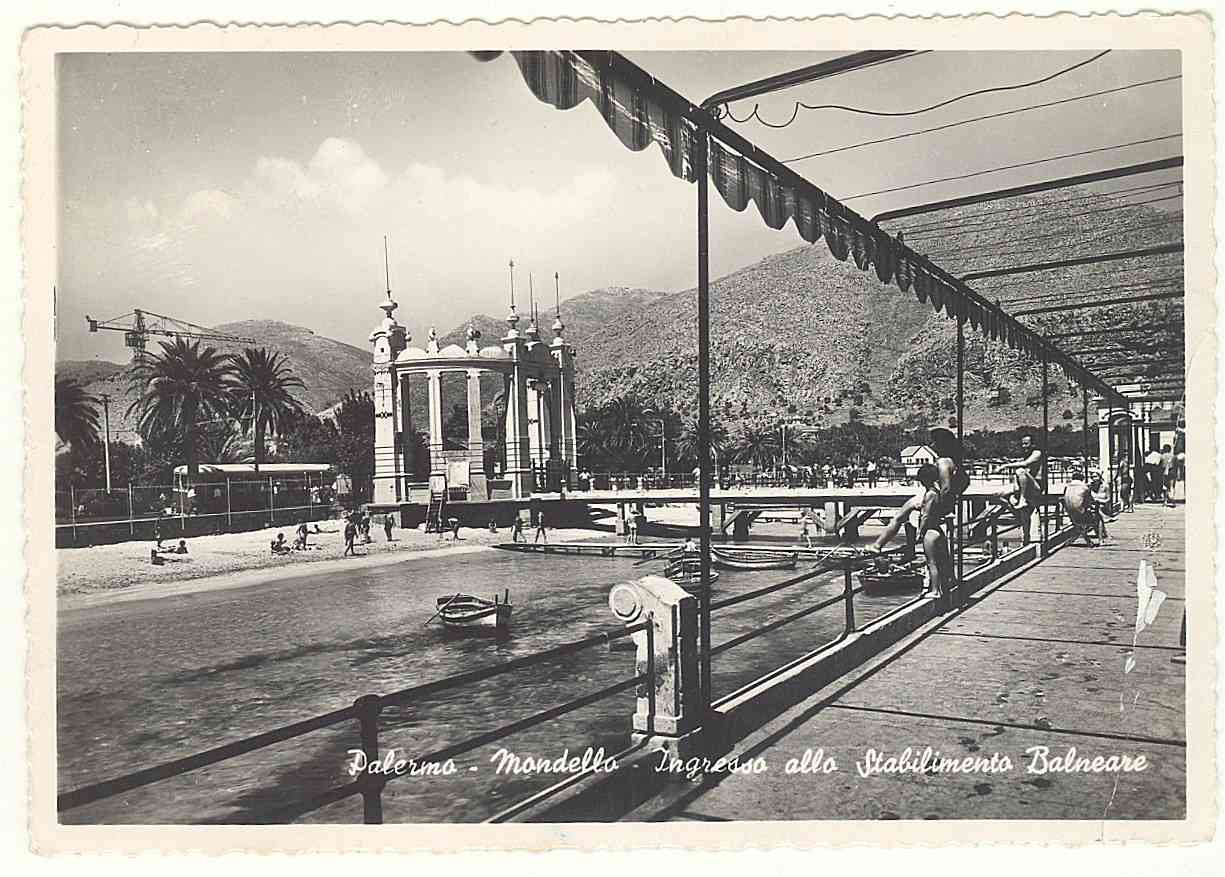
Ingresso dello Stabilimento di Mondello nel 1957, con il Palace Hotel in costruzione

Negli anni '50 proseguì l'espansione edilizia nella baia, affermatasi come meta più ambita dalla borghesia cittadina per il soggiorno al mare. Lo spazio originariamente destinato al kuursal venne impiegato per la costruzione del Palace Hotel, un'imponente struttura alberghiera realizzata secondo le tendenze stilistiche della fase della Ricostruzione, con cui si intercettarono i flussi turistici verso la baia, divenuta una meta di punta del capoluogo siciliano. Ad ogni modo, l'espansione edilizia di Mondello mantenne un carattere prettamente residenziale e non destinato al turismo.  
A partire dagli anni '60, la spiaggia di Mondello-Valdesi assunse un carattere maggiormente popolare e non più legato alla sola villeggiatura delle classi sociali più abbienti, motivo per il quale venne soprannominata "la spiaggia dei palermitani". 

## Monumenti e luoghi di interesse

### Architetture religiose

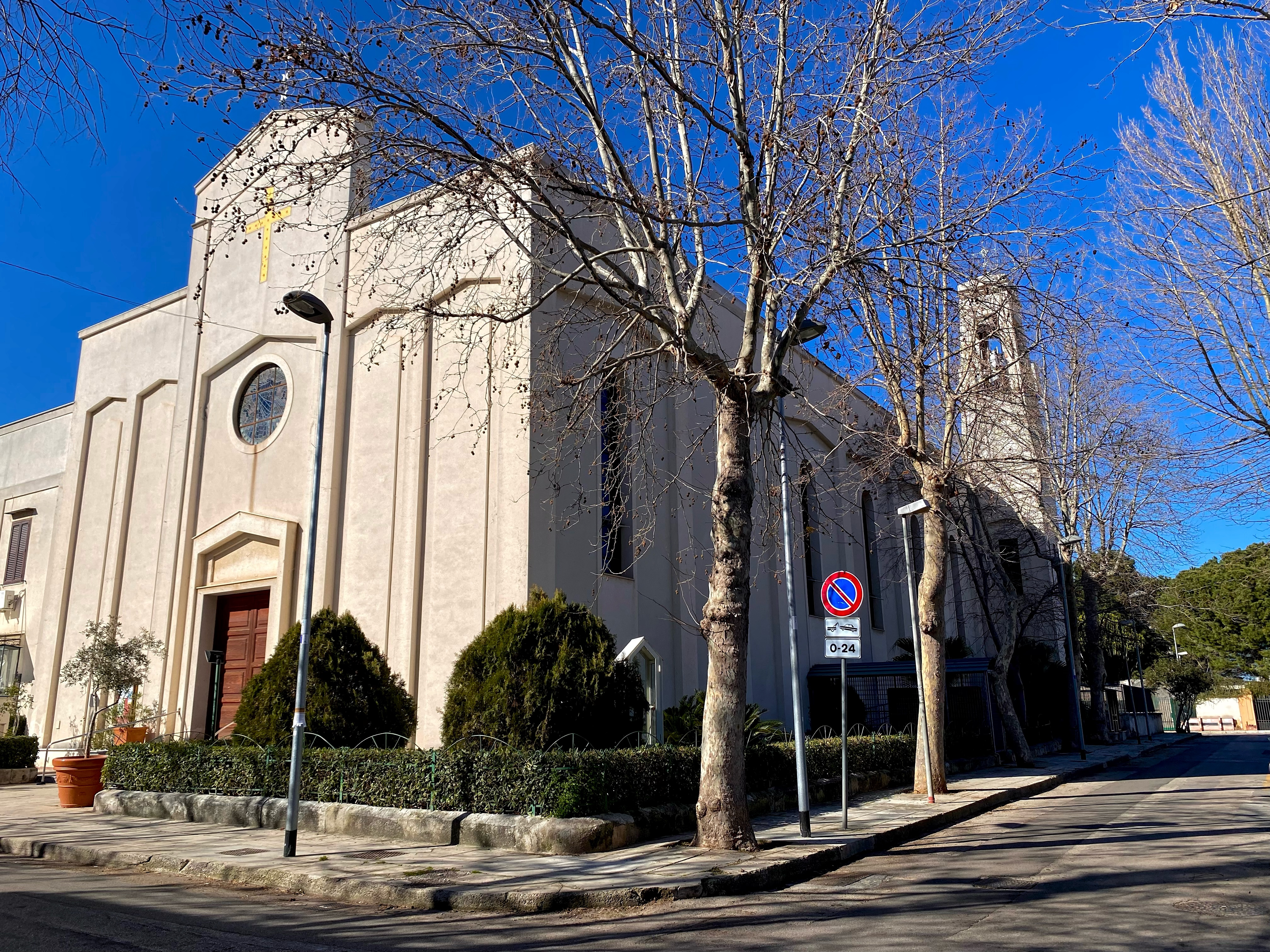
Chiesa parrocchiale di Maria SS. Assunta, su via Mater Dei

- Chiesa parrocchiale di Maria SS. Assunta, in via Mater Dei. Consiste in una parrocchia di notevoli dimensioni, la cui confraternita è stata fondata da Ferdinando IV di Borbone nel 1806, come ricorda la lapide marmorea posta sopra la porta principale dell'edificio. Successivamente è passata in mano alla Real Casa dei Savoia, alla quale si deve l'intitolazione all'Assunta[50].
- Chiesa parrocchiale di S. Girolamo, in via Fortuna (Piazza Mondello). Fondata nel 1924 da alcune famiglie locali, che in seguito alla chiusura dell'antica chiesa quattrocentesca dedicata alla Madonna delle Grazie (quest'ultima rimasta attiva fino al 1921, prima di essere convertita in magazzino per il complesso di pesca dai nuovi proprietari della tonnara di Mondello) acquistarono un edificio per proseguirne il culto. La nuova parrocchia venne gravemente danneggiata dai bombardamenti di Palermo nella seconda guerra mondiale, per poi essere ricostruita e dedicata a San Girolamo dal cardinale Ernesto Ruffini, nel 1952[51].

### Architetture civili

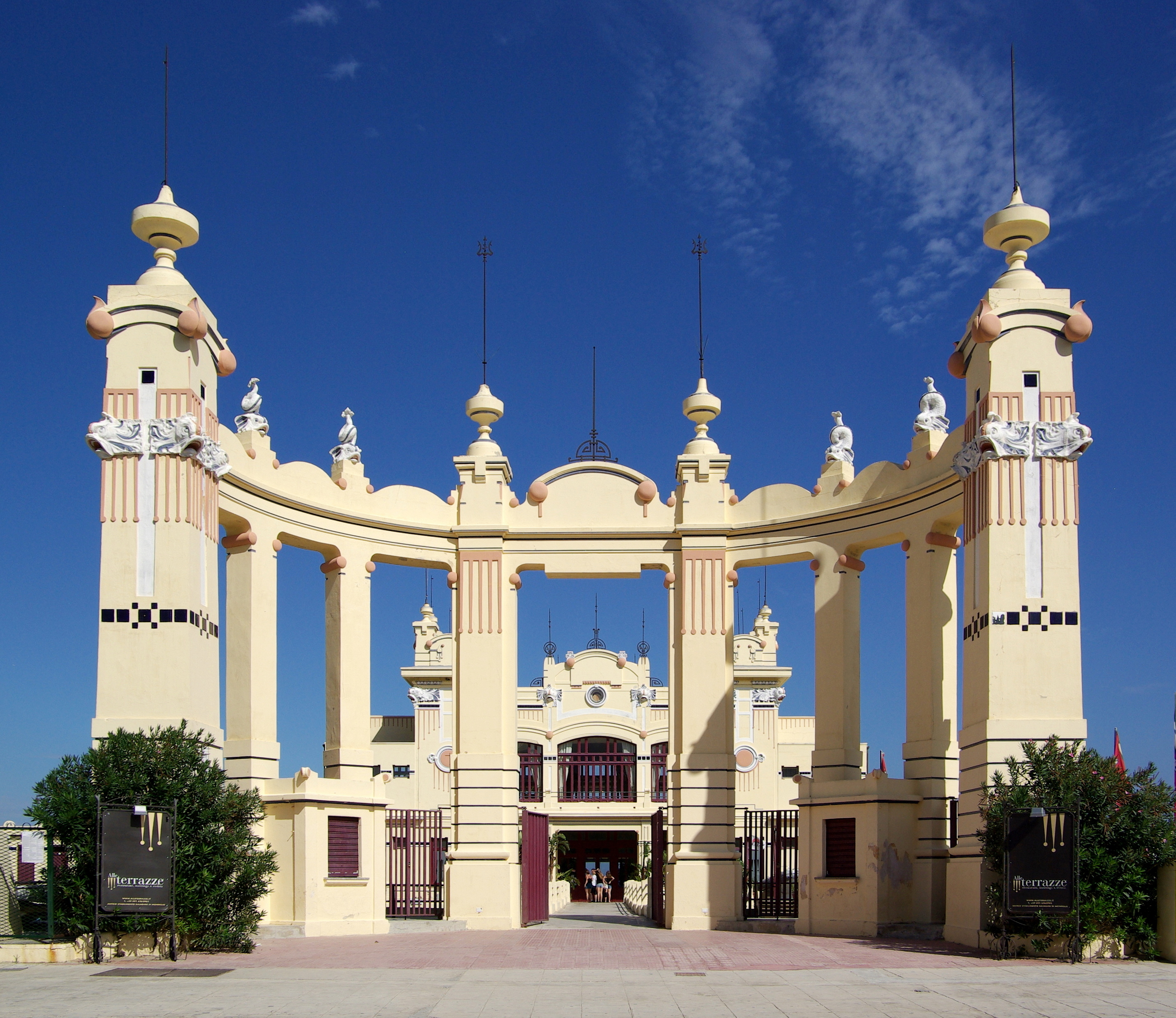
Antico Stabilimento Balneare di Mondello

L'importanza di Mondello all'interno del patrimonio cittadino è legato in buona parte alla varietà e raffinatezza delle architetture civili, tra cui si distinguono gli esempi in stile Liberty. Si tratta per lo più di ville e strutture ricettive destinate all'aristocrazia e all'alta borghesia palermitana tra la fine dell'Ottocento e la prima metà del Novecento, periodo in cui la città era una capitale europea di notevole spessore e protagonista del fermento culturale legato alle ricchezze espressive del modernismo e dell'Art Nouveau.
La fase di prosperoso benessere che il capoluogo siciliano stava attraversando durante la Belle Époque coincideva con il rinnovato turismo nel golfo di Mondello, che in seguito alla bonifica di Valdesi era divenuta una delle scenografie degli eventi di richiamo internazionale organizzati dalle famiglie più facoltose del tempo, tra cui si distinsero i Florio e i Whitaker. Il fascino esercitato dalle bellezze naturali della baia la rese oggetto di un illuminato sviluppo edilizio, affidato dopo varie trattative alla società belga Les Tramways de Palerme nel 1909. Quest'ultima organizzò, oltre alla realizzazione di infrastrutture, anche la vendita di lotti di terreno liberi e di villini tratti da un catalogo di prospetti tipo realizzato dall'ingegnere ed architetto Giuseppe Caronia Roberti nel 1911.
Ernesto Basile, considerato l'anima del nuovo movimento modernista internazionale, aveva già rivolto le sue attenzioni a Mondello nel 1894, come documenta il progetto di un atelier per il pittore Rocco Lentini che verrà realizzato soltanto nel 1910. Il via al progetto di riqualificazione in chiave turistica e balneare diede ad egli e alla sua scuola - tra cui si ricorda Salvatore Caronia Roberti per l'originalità delle soluzioni estetiche - la possibilità di far nascere una città-giardino nella ricca costa nord-occidentale. 

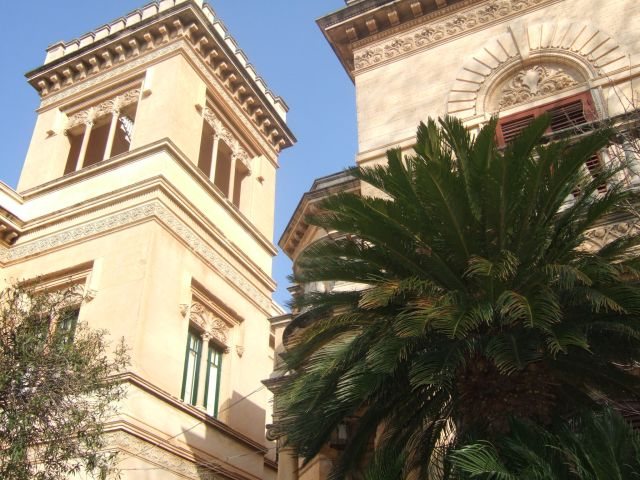
Villini in stile Liberty su viale Regina Margherita

Tra le costruzioni in stile Liberty più iconiche:
- Villino Lentini, su via Alvise Cà da Mosto. Progettato da Ernesto Basile, presenta una facciata decorata con motivi floreali realizzati ad affresco dallo stesso Lentini[45].
- Antico Stabilimento Balneare, su viale Regina Elena.
- Villino Fernanda, su viale Regina Margherita.
- Villino Maria, su viale Regina Margherita
- Villino Sofia, su viale Regina Margherita
- Villino Maria Assunta, su viale Regina Margherita. L’edificio, in stile eclettico con balcone continuo angolare, al primo piano presenta motivi decorativi floreali nei capitelli.
- Villino Franca, su viale Regina Margherita. Progettato nel 1912 da Salvatore Caronia Roberti, presenta il paramento murario a finti ricorsi di mattoni, gli stucchi decorativi nel portico di ingresso e una fascia maiolicata a motivi floreali blu e bianchi, posta al di sotto del cornicione[53].
- Villino Società Canottieri Roggero di Lauria, su viale Regina Elena. Progettato nel 1915 da Salvatore Caronia Roberti, mescola elementi di carattere English Domestic Revival ad altri, come le fasce bicrome in facciata, di derivazione mediterranea.
- Villino Gregorietti, su viale Regina Elena. Progettato nel 1924 da Ernesto Basile per il pittore Salvatore Gregorietti. Le forme, le volumetrie e gli apparati decorativi che vedono l’uso del mosaico, in maniera diffusa, richiamano la produzione precedente del Basile, di cui il Villino Gregorietti rappresenta “l’ultima stagione”[54].

Nonostante lo stile floreale dell'Art Nouveau costituiscano l'elemento più rappresentativo di Mondello, alcune delle architetture più rilevanti della frazione sono rappresentate da un certo numero di villini in stile cottage-chalet, con caratteristico tetto a capanna - piuttosto acclive - e facciate decorate con motivi a muratura intelaiata. Tra questi spiccano la sede del già citato circolo del golf (viale Margherita di Savoia n. 50-52 ed il villino Attilia (via Regina Elena n. 7-9), entrambi opera dell'architetto belga Lucien François progettate nel 1920; i villini Matta (viale Margherita di Savoia n. 3-5) e Grunau-Cottage Dagnino (viale Principe di Scalea 37), progettati dall'Ingegnere Nicolò Mineo, rispettivamente nel 1918 e nel 1914; ed il villino Pojero (viale Regina Elena n.1) realizzato nel 1915 da Giuseppe Caronia Roberti. il contrasto tra il contesto climatico e geografico, marcatamente mediterraneo e sub-tropicale, con tali esempi di architettura vernacolare nordica, collegati al movimento internazionale del Revival Gotico, richiama il sincretismo tipico delle ambientazioni coloniali. Tra le abitazioni costruite a Mondello in questo periodo, si distinguono anche alcuni esempi di stile Revival Moresco: il villino Crippa-Girgenti realizzato nel 1923 dagli ingegneri Luigi e Nicolò Mineo, sito in via Argonauti n. 7; il villino in via Regina Elena 37-39; il villino Monica in via Principe di Scalea n. 46-48; ed il villino Lina in via Regina Elena n. 3, opera dell'ingegnere G. Giaccone realizzata nel 1927. Vi sono anche due interessanti esempi di stile Neo Classico-Pompeiano: il villino sito in via Principe di Scalea n. 42 ed il villino Matilde in viale dei Lillà n. 7-9. In stile pompeiano è anche una celebre villa denominata dai palermitani "casa dei fantasmi", che si trova di fronte al "Palace Hotel"

### Architetture militari
Le due torri quattrocentesche costituiscono una testimonianza del sistema difensivo che venne attuato nella costa siciliana settentrionale dalla fine del Quattrocento fino al Settecento, periodo in cui le borgate marinare di Palermo dovettero fronteggiare una lunga serie di assalti da parte dei corsari barbareschi. Costruite intorno al 1455 per volere del Senato di Palermo, fanno parte dell'ampio sistema delle torri costiere della Sicilia.
La Torre della Tonnara, situata in Piazza Mondello e parzialmente inglobata in una incongrua cortina edilizia, presenta una poderosa struttura cilindrica poggiante su una base troncoconica scarpata e culminante con un coronamento a beccadelli. La sua funzione era quella di proteggere gli abitanti del borgo e il comprensorio durante le incursioni piratesche ed era presidiata da soldati che, attraverso le tre piccole finestre del piano superiore, avevano la possibilità di avvistare in tempo i predatori e preparare la resistenza. Quella della tonnara di Mondello, da un punto di vista tipologico, fu tra le prime torri efficienti e autosufficienti ad essere impiantate nel territorio palermitano, risultando un'evoluzione del modello della Torre del Rotolo, costruita all'inizio del XV secolo al confine tra l'Addaura e la località di Vergine Maria, rispetto alla quale risultava più grande, solida e adatta a sostenere il peso dell'artiglieria. Era inoltre munita di una cisterna per la raccolta dell'acqua potabile, ricavata tra il piano di calpestio e la prima elevazione.
La Torre del Fico d'India, eretta su un eminente sperone di roccia calcarea nell'estrema punta occidentale del golfo di Mondello, venne costruita in seguito al perdurare degli attacchi contro la ricca imprenditoria della borgata e i possedimenti terrieri nelle vicine campagne. La scelta della posizione è documentata da un accurato studio topografico da parte degli strateghi del tempo, che mise in evidenza come l'erta scogliera fosse il punto ideale per costituire un baluardo a difesa della costa. Capo Gallo detiene infatti il primato geografico di sperone roccioso più avanzato della Sicilia nord-occidentale e, per tale ragione, permette una vista a dominio di un'ampia fascia costiera. La costruzione si eleva a 25 m s.l.m. e dal punto di vista strutturale trova puntuali confronti con altre torri della marineria occidentale siciliana: è di forma cilindrica, edificata con pietrame informe su un piano di roccia spianato e costituita da due elevazioni fuori terra, con il piano terreno in parte occupato dalla cisterna per la raccolta delle acque piovane e la prima elevazione costituita da un unico, ampio vano circolare. Dal primo piano si diparte una scala semicircolare ben inserita negli spessori murari, che conduce al terrazzo da cui si ammira ad oriente un suggestivo paesaggio verso Capo Zafferano e Cefalù. L'unico ingresso era costituito da una piccola apertura al piano superiore, rivolta verso settentrione e raggiungibile, un tempo, per mezzo di una scala di corda o di legno, allo scopo di togliere al nemico ogni possibile appiglio, in caso di prolungato assedio. In origine era presente un dislivello di circa 6 m, utile accorgimento architettonico per rendere la torre più sicura in caso di attacco, oggi non più esistente in favore di un moderno terrapieno, costruito nella prima metà del Novecento per facilitare l'accesso alla struttura. Fu una strategica torre di avvistamento e di difesa della marina, della Piana del Gallo e della Piana dei Colli: l'elevata posizione del manufatto rispetto alla media altimetrica dei luoghi, infatti, permetteva agli occupanti di individuare l'aggressore al suo apparire all'orizzonte e di difendersi più agevolmente, colpendo dall'alto le imbarcazioni ostili. Inoltre, la collocazione delle finestre permetteva di allertare in contemporanea le popolazioni locali e le squadre marittime o i cavalieri che periodicamente pattugliavano le coste. La caratteristica sagoma della torre, emergente dal territorio e ben visibile da grandi distanze, viene ricordata da numerosi marinai, studiosi e viaggiatori, tra cui il duca Giovanni Andrea Massa nell'opera La Sicilia in prospettiva e il Marchese di Villabianca, che nelle sue memorie storiche puntualizza come il nome dell'edificio derivi dalla pianta che cresce spontanea nella penisoletta tra gli anfratti della scogliera, riparati dai venti di scirocco e maestrale. Dalla fine degli anni Cinquanta tale costruzione è conglobata all'interno dello Splendid Hotel La Torre.

### Strade e piazze
A Mondello si trova una delle più belle gallerie di ficus benjamina della città di Palermo. La galleria si trova nel viale degli Iris, nel tratto compreso tra il viale Principe di Scalea ed il viale del Pioppi, non lontano dalla piazza Valdesi alle spalle del Commissariato di Polizia.

#### Piazze
- Piazza Valdesi, dove convergono viale Regina Margherita, viale Regina Elena e viale Principe di Scalea. Qui è collocato il busto del principe e senatore Francesco Lanza Spinelli di Scalea, promotore dell'opera di bonifica del pantano di Valdesi alla fine del XIX secolo.
- Piazza Caboto, tra viale Regina Margherita e viale Principe Umberto. Al centro della piazza è presente una stele commemorativa dedicata al pioniere dell'aviazione Clemente Ravetto, che il 1º maggio 1910 effettuò in tale luogo il primo esperimento in Sicilia di volo a propulsione con pilota a bordo. Per l'evento, organizzato dall'imprenditore Vincenzo Florio jr, venne utilizzato un velivolo Voisin 28[35].
- Piazza Mondello, dove convergono via Torre di Mondello e via Mondello. Nel suo perimetro rientrano la torre difensiva dell'antica tonnara e la chiesa parrocchiale del quartiere. Al centro è posta la singolare statua di una sirena dotata di due code, realizzata nel 1976 dallo scultore palermitano Nino Geraci[63]. Oggi la piazza è rivolta alla ristorazione e al turismo. Nella stagione estiva del 2021 è stato effettuato il test di una zona a traffico limitato sotto iniziativa della giunta comunale di Leoluca Orlando[64], non venendo poi confermata in via definitiva[65].

### Siti archeologici
Il golfo di Mondello è considerato un'area di dispersione archeologica, alla luce della quantità di reperti di varie epoche custoditi nei suoi fondali. Tra gli anni Cinquanta e Ottanta vennero individuate tracce di frequentazione di epoca ellenistica nell'estremità meridionale della baia, in corrispondenza della cosiddetta Punta Priola. Nel 1995 la Soprintendenza per i Beni Culturali ed Ambientali di Palermo, in collaborazione con l'Arma dei Carabinieri, effettuò un'attenta perlustrazione delle acque della baia antistanti l'antico borgo di pescatori e lo stabilimento balneare, localizzando un'area di dispersione di materiale archeologico estesa per circa 200 mq e collocata ad una profondità compresa tra i 5 e i 12 metri. In tale porzione di golfo sono stati rinvenuti reperti non riconducibili ad un'unica dimensione cronologica, sebbene vi sia una prevalenza di manufatti di epoca medievale.

#### Le grotte
Nel Paleolitico e nel Mesolitico, alcune cavità formatesi intorno a Monte Pellegrino (note oggi come Grotte dell'Addaura) vennero abitate da gruppi umani. Al loro interno vennero ritrovate delle eccezionali incisioni in cui venivano raffigurati gli usi e costumi degli uomini preistorici. Ad oggi sono delle importantissime testimonianze dell'arte rupestre.
Nel promontorio di Capo Gallo, che separa i golfi di Mondello e di Sferracavallo, alcune grotte, scavate dall'erosione marina, hanno costituito fin dalla fine del Pleistocene un ricovero naturale per l'uomo che cacciava l'Equus hydruntinus, un equide estinto. Durante l'Ottocento e il Novecento le cavità furono esplorate da archeologi come Anca, Gemellaro e De Gregorio, con la conseguente scoperta di pitture rupestri, frammenti di attrezzi lavorati ed ossa di animali. I ritrovamenti costituiscono oggi un'importantissima testimonianza storica e provano che il golfo di Mondello affonda le sue radici nella Preistoria, quando si formarono delle comunità antropiche proprio all'interno delle grotte, che offrivano riparo dalle piogge e formavano un baluardo naturale contro i venti provenienti da nord.
Sempre sul promontorio di Monte Gallo, alle pendici nord-orientali, si trova la Grotta Regina, costituita da un vasto ambiente e divenuta famosa per i disegni e le iscrizioni in caratteri punici e neopunici ritrovati nelle pareti laterali. Di estrema importanza è il disegno della nave cartaginese, poiché oltre a costituire una notevole documentazione, si tratta dell'unica rappresentazione intera di una nave da guerra punica.
Nelle vicinanze di Grotta Regina sono presenti anche Grotta Perciata, Grotta del Capraio e la Grotta dei Vaccari, in cui è stato rinvenuto del materiale ceramico che va dal Neolitico all'Età del bronzo.
Vennero ritrovate anche delle cave di marmo, utilizzate in realtà già nel Seicento (come dimostrano le colonne e l'altare del Duomo di Palermo).

## Cultura

### Arte
Il Premio Mondello, fondato nel 1975, è una kermesse letteraria oggi organizzata dalla Fondazione Sicilia insieme al Salone Internazionale del Libro di Torino.

### Eventi
Dal 1985, Mondello è sede del World Festival on the Beach (noto come Windsurf World Festival fino al 2001), evento che raggruppa annualmente varie manifestazioni sportive di rilevanza internazionale. Il festival è stato ideato ed è tuttora organizzato dal club Albaria, noto grazie ai successi ottenuti da alcuni iscritti.
Il programma sportivo prevede principalmente gare di vela e windsurf per quattro classi, tra cui la ormai celebre Windsurfer Legend Race, una competizione su percorso a slalom riservata ai campioni continentali e mondiali, i due Campionati Europei e la regata regionale Windsurf Sicily Grand Prix. Durante la settimana si tengono anche incontri a livello nazionale di scherma, surf da onda, beach volley, kayak, nuoto e corsa. Una notevole importanza è dedicata anche alle esibizioni di Kitesurfing, Wakeboard, Air Show (con la Pattuglia Blu Circe), Idrovolanti ed alle coreografie degli aquiloni. Nelle ultime edizioni è stato istituito un raduno per il SUP (Stand Up Paddle), uno sport emergente a livello globale praticato soprattutto nelle Isole Hawaii.
Un ruolo centrale è dato anche alle attività artistiche e culturali: sono numerosi infatti i concerti e contest fotografici, che si susseguono durante la settimana. Dal 2004 viene organizzato un concerto di musica classica su un auditorium in riva al mare, denominato "Sinfonia on the Beach".
Grazie alla collaborazione con il CETRI (Centro Europeo di Terza Rivoluzione Industriale), durante il festival vengono sostenute le ricerche per risorse energetiche pulite ed è stata inserita un'area tematica per sensibilizzare i giovani sulle questioni legate all'ambiente e alle energie rinnovabili. Lo slogan è "Più sport.. Più musica.. Più energia per un mondo migliore.

## Geografia antropica

### Urbanistica
L'impianto urbano di Mondello rappresenta una rilettura critica - e con molti gradi di autonomia - dei modelli di città balneari del Belgio e della Francia. Il sistema viario, composto da un impianto a maglia regolare nell'area di Valdesi e da un altro adattato all'area e all'arco della spiaggia di Mondello, ricorda il particolare modello a maglie viarie raccordate per fulcri e arterie che venne adottato per l'ampliamento ottocentesco della città di Ostenda. Il grande disegno a promenades, ordinate su maglia ippodamea e su comparti radiali raccordati fra loro da un fulcro, è invece riconducibile ad una scala di quartiere suburbano basata sul modello della città giardino, di derivazione anglosassone.

## Economia
Mondello è una delle mete vacanziere più gettonate nella provincia e il turismo rappresenta oggi un elemento chiave per l'economia locale. Nonostante lo sviluppo urbano della frazione sia nato come un progetto economico-fondiario residenziale e non per un investimento turistico - come dimostrato dalla presenza di due soli alberghi - la fama acquisita nel corso del tempo grazie agli eventi culturali e mondani, così come la pubblicità internazionale generata dalle competizioni sportive organizzate dai circoli velici e la popolarità della spiaggia nel panorama cittadino, hanno permesso di intercettare i flussi turistici e di rendere tale località balneare particolarmente frequentata e redditizia nella stagione estiva. La crescita dei visitatori ha dato il via ad un fenomeno di trasformazione degli usi dei suoli (quello terrestre e quello marino), che guarda al settore terziario come una forma di riconversione economica delle risorse esistenti. Tra le forme più visibili di tale processo vi sono la trasformazione di molte residenze in bed & breakfast e case vacanze, così come il passaggio dalla pesca tradizionale al pescaturismo.
Dato il carattere prettamente residenziale assunto dalla frazione, gli altri settori non sono stati sviluppati. Le attività di agricoltura e pesca, che per secoli hanno costituito le principali risorse economiche della vecchia borgata, rivestono oggi un ruolo secondario e in gran parte subordinato alle esigenze del quartiere.

## Infrastrutture e trasporti

### Strade
Il quartiere Partanna-Mondello, in cui ricade la frazione, è connesso all'autostrada A29 tramite l'uscita Tommaso Natale - Mondello, inaugurata nel 2002.
Il principale punto di accesso al centro cittadino è rappresentato dai viali del Parco della Favorita, che permettono un'agevole transizione tra il viale Regina Margherita - nella zona di Valdesi - e il quartiere Libertà. Inoltre, poco prima dell'ingresso al parco si raccorda la strada proveniente dal quartiere di Pallavicino.
Un altro collegamento che interessa la frazione è la strada statale 113 Settentrionale Sicula, che unisce il confine sud-est di Mondello con il lungomare Cristoforo Colombo e, superate le borgate dell'Addaura, Vergine Maria e Arenella, permette di raggiungere il quartiere Montepellegrino.

### Mobilità urbana
Mondello è connessa alla rete di trasporto pubblico della città di Palermo attraverso cinque linee autobus urbane gestite dall'azienda municipalizzata AMAT. Nelle ore notturne è raggiunta dalla linea autobus che connette i quartieri della costa nord con Piazza Indipendenza.
Nella stagione estiva è attivo il servizio di navette gratuite che collegano diverse zone residenziali della frazione alla spiaggia di Mondello-Valdesi.

#### Pedonalizzazione
A più riprese sono stati proposti esperimenti di pedonalizzazione lungo il viale Regina Elena, che costeggia il litorale di Mondello-Valdesi. Dal 2012, una modesta porzione della strada, corrispondente al tratto che dal circolo Albaria porta all'estremità di Punta Celesi, è divenuta isola pedonale permanente. L'ultimo esperimento di chiusura alle auto dell'intero viale, attuato nell'estate del 2021, prevedeva due distinte zone a traffico limitato ed è in attesa di un'attuazione definitiva.